# 清河寺

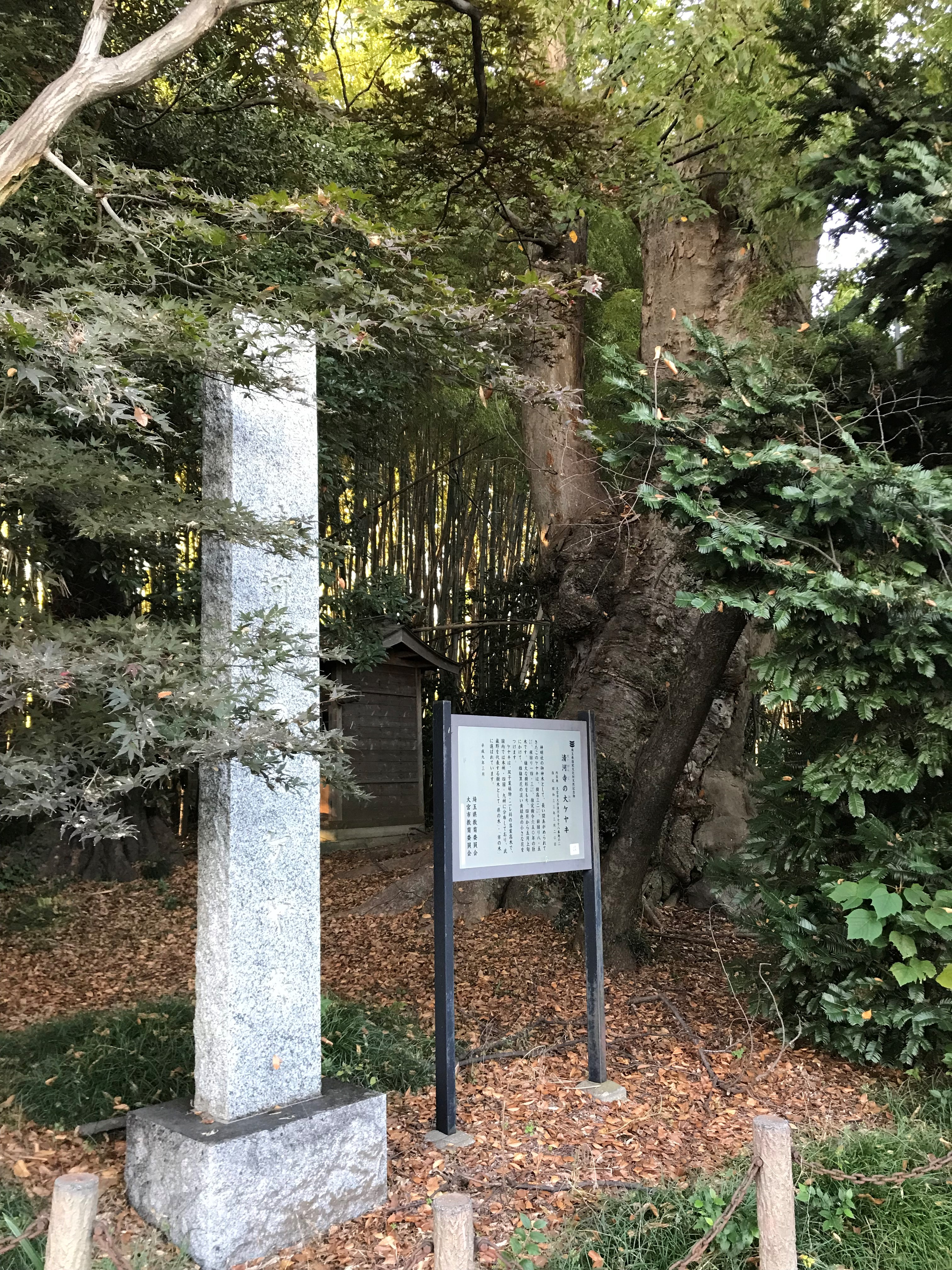
清河寺の大ケヤキ

清河寺（せいがんじ）は、埼玉県さいたま市西区にある臨済宗円覚寺派の寺院。

## 歴史
1360年（正平15年）、初代鎌倉公方足利基氏の開基である。父の室町幕府初代将軍足利尊氏が存命だった頃、基氏は大病に罹ってしまった。ある夜、基氏は亡兄の竹若丸に出会って清水をかけられる夢を見た。その後基氏は快癒した。基氏は竹若丸に感謝して寺を創建することになった。夢では、竹若丸は大龍に乗って現れたことから、山号は「大龍山」となっている。
その後も、曽孫の第4代鎌倉公方足利持氏にも信仰され、応永年間（1394年 - 1428年）には足利家の祈願所になっている。
その後の鎌倉公方家の衰退もあって寺運衰微したが、1591年（天正19年）に関東地方の新領主となった徳川家康により寺領が与えられ、再興された。

## 清河寺の大ケヤキ
当寺から南東に少し離れた場所に 「清河寺の大ケヤキ」（県指定天然記念物）がある。高さ13メートル、幹回り8.5メートルの巨樹である。このケヤキはもとは神明社の御神木として大切にされてきた木である。

## 交通アクセス
- 西大宮駅より徒歩24分。